# Joseph Standing Buffalo
Joseph Standing Buffalo est un Indien Sioux Dakota de Fort Qu'Appelle, en Saskatchewan, fils du grand chef Julius Standing Buffalo. Il s'enrôla dans les forces canadiennes durant la Première Guerre mondiale et fut tué le 29 septembre 1918 près d'Arras dans le Pas-de-Calais.

## Biographie
Joseph Standing Buffalo est né le 3 juin 1897 à Indian Head dans l'actuelle Saskatchewan, fils du grand chef Julius Standing Buffalo de la nation sioux de Fort Qu'Appelle. Il s'enrôle le 11 juin 1917 à Regina dans le 78e bataillon du Corps expéditionnaire canadien sous le matricule 2413310. Il participe notamment à la bataille du Canal du Nord et meurt le 29 septembre 1918 de blessures reçues dans le secteur d'Arras. Il est enterré au cimetière de la route de Bucquoy, à Ficheux (Pas-de-Calais, France), tombe 4B34.

## Lien avec Sitting Bull
Joseph Standing Buffalo a longtemps été présenté comme l'un des petits-fils du chef lakota Sitting Bull. En 2018 cependant, Ernie LaPointe, dernier arrière-petit-fils vivant de Sitting Bull a affirmé que cela ne pouvait être le cas, les petits-enfants de Sitting Bull étant trop jeunes en 1918 pour participer aux combats.